# Герлуф Бідструп
Ге́рлуф Бідстру́п  (дан. Herluf Bidstrup; *10 вересня 1912, Берлін — †26 грудня 1988, Аллерьод, Данія) — данський комуністичний карикатурист, міжнародний громадський діяч. 
Вчився в Академії мистецтв у Копенгагені (1931–1935). З 1936 співпрацював у газеті «Сосіаль-демократен», а з 1945 — член компартії Данії і головний художник її центрального органу «Ланд ог фольк». Газета майже щоденно вміщує гострі сатиричні малюнки Бідструпа, присвячені актуальній тематиці, спрямовані проти вад капіталістичного суспільства, ворогів демократії і миру.
Бідструп виконав серію малюнків під час подорожей до СРСР, Китаю, Чехословаччини. Щорічні гумористичні альбоми малюнків Бідструпа широко відомі в усьому світі.